# Berklee College of Music

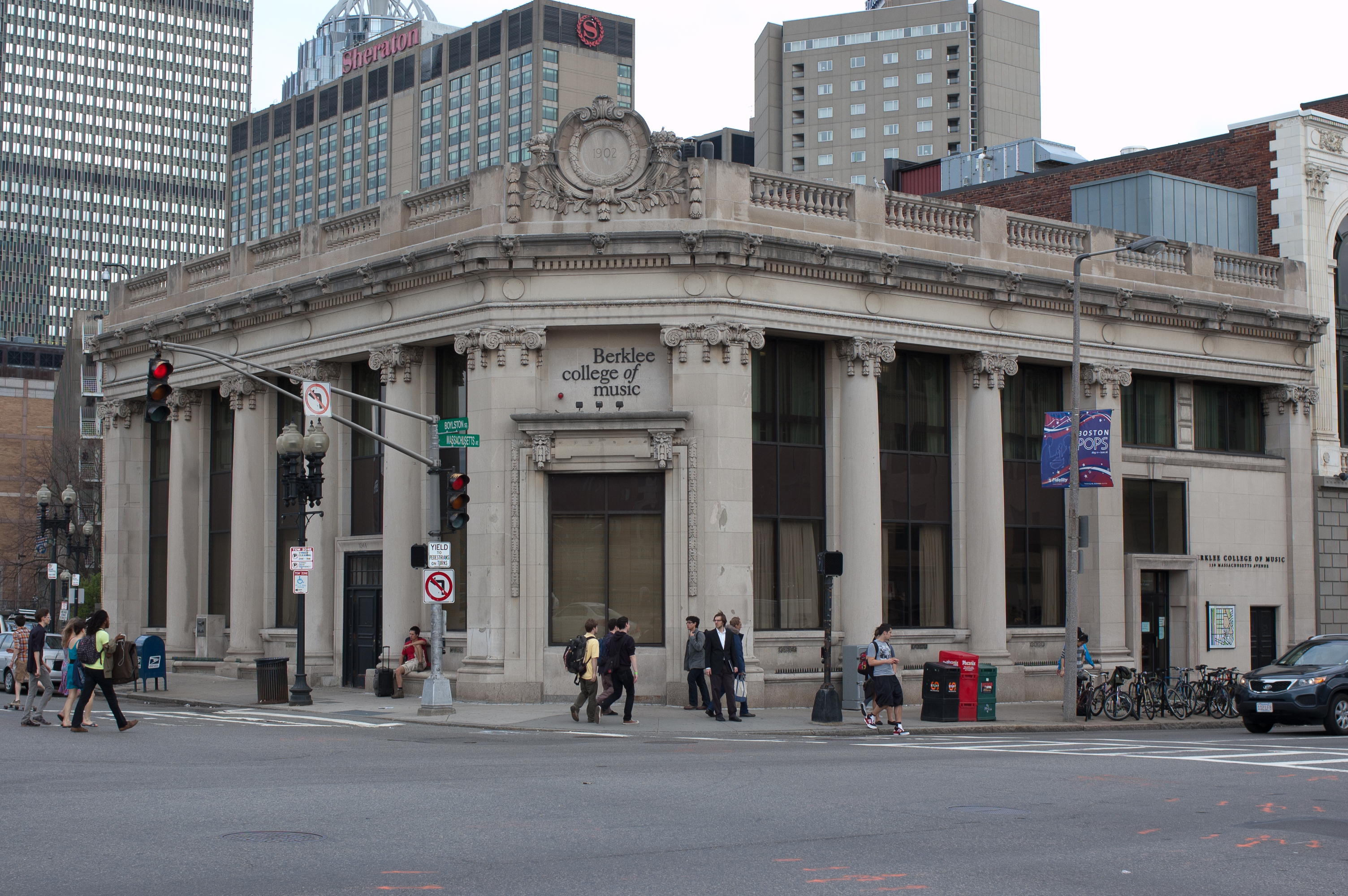
Berklee College of Music

Berklee College of Music är en musikhögskola i Boston i USA, startad 1945. Skolan är välrenommerad och flera namnkunniga musiker har fått sin utbildning här.

## Kända alumner (urval)
- Al Di Meola
- Kevin Eubanks
- John Petrucci
- John Myung
- Steve Vai
- Mike Portnoy
- Laura Rizzotto